# Нальди, Антонио
Антонио Нальди (?-1645) — итальянский духовный писатель.
Биографических сведений о его жизни практически не осталось. Известно, что он родился в Фаэнце, происходил из знатной семьи, но с юности стремился к праведной жизни и всё своё время посвящал духовному образованию.
Его работы в XVII веке пользовались большой известностью. Ему принадлежат сочинения «Quaestiones practicae in foro interiori usu frequentes» (Болонья, 1610), «Resolutiones practicae casuum constientae in quibus praecipue de justicia contractus, livelli vulgo nuncipati et de cambis agitur» (Брешиа, 1621), «Adnotationes ad varia juris pontificii loca» (Рим, 1642) и «Summa theologiae moralis» (Брешиа, 1623). В издании Dizionario universale storico он спутан Прюдомом с П. Нальди из Флоренции; эта ошибка впоследствии перекочевала в другие издания.